# Турівський провулок
Ту́ровський провулок — зниклий провулок, що існував у Подільському районі міста Києва, місцевість Поділ. Пролягав від Щекавицької вулиці. 

## Історія
Провулок виник у XIX столітті під назвою Старовведенський. Назву Туровський провулок отримав 1955 року. 
Ліквідований у 1980-ті роки у зв'язку з частковою зміною забудови.